# Maël-Carhaix
Maël-Carhaix település Franciaországban, Côtes-d’Armor megyében. Lakosainak száma 1455 fő (2022. január 1.). Maël-Carhaix Glomel, Kergrist-Moëlou, Locarn, Le Moustoir, Paule és Trébrivan községekkel határos.

## Népesség
A település népességének változása:
| Lakosok száma | 2046 | 1663 | 1613 | 1512 | 1574 | 1522 | 1499 | 1469 | 1466 | 1455 |
|               | 1968 | 1982 | 1990 | 2006 | 2013 | 2015 | 2017 | 2019 | 2020 | 2022 |